# Gotcha! (band)
Gotcha! is een Haarlemse p-funkband die (met enige onderbrekingen) sinds 1986 actief is.
De band had op de eerste twee albums twee frontmannen: zanger-gitarist Robadope Ro (Ro Krom) en rapper Rockattack Ten (Iwan van Amersfoord). In 1994 verliet Robadope Ro de band en begon 'Ro and Paradise Funk'. In 1996 (na het derde album) verliet ook Rockattack Ten de groep. In 2002 presenteerde Gotcha! hun comebackalbum 5.259551/2200 (zonder Ro en Ten met Kid Crash). Twee bandleden (Ireapeat en KoenFu) verlieten Gotcha! en begonnen de band Beef.
Samen met Def P & Moordgasten had Gotcha! in 2003 Nederlandstalige hit, 'Je moet je bek houwe'.
Halverwege 2009 ging de band onder de naam 'Gotcha! All Stars' weer toeren in de oude bezetting, zonder Ro Krom. Het werd daarna weer erg stil rondom de band. In 2015 was er opeens weer een nieuw album, een nieuwe bezetting en een nieuwe (voorjaars)tournee door Nederland. Robadope Ro was er weer niet bij, maar wel E1 Ten en de nieuwe zangeres Nyjolene Grey.
Begin 2016 schreef muzieksite Maxazine dat E1 Ten stopte bij de band om een solocarrière te beginnen.
In 2022 komen Ro & Ten samen om te werken aan nieuw materiaal en touren zij samen met DJ Dirk Diggler onder de naam Them Two The Gotcha! Crew. Begin 2024 gaan ze ieder hun eigen weg.

## Discografie
- Go Go Connection (Radio West Session '89) (1989), cassette (eigen beheer)
- Words And Music From Da Lowlands (1991), cd
- Gotcha! Gotcha! Gotcha! (1993), cd
- Four: It' The Terra P-funk From Beyond Space (1995), cd
- 5.259551/2200 (2002), cd
- Live from the Oldschool (2003), cd
- Imagine featuring Mary Griffin (2010), cd-single
- Back To The Moon (2015), cd/lp
- Gotcha! Gotcha! Gotcha! (2023), 12inch vinyl by Sounds Haarlem